# 小川若三郎

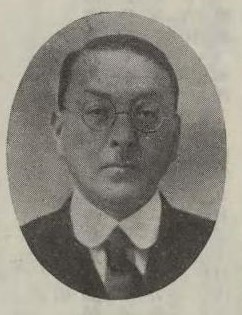
小川若三郎

小川 若三郎（おがわ わかさぶろう、1884年3月13日 - 1981年10月11日）は日本の化学者。従三位、勲三等、工学博士。長男は映画評論家の双葉十三郎（本名：小川一彦）。
東京出身。安田喜三郎の五男として生まれ、小川彦次郎の養子となった。1907年に東京帝国大学工学部応用化学科を卒業し、1909年に逓信省電気試験所に奉職した。1921年に電気試験所の第五部長となった。1931年に従三位・勲三等を受けた。
1937年に退官し、藤倉工業常務技師長、日本ゴム協会会長、藤倉研究所所長、日本ゴム工業技術員会会長、大日本ゴム研究会会長を歴任した。
1968年に日本ゴム協会特別功労者に選出され、1969年に勲三等旭日中綬章を受章した。

## 特許
- 特許第84505号 整流器用酸化銅被膜生成方法